# 긴 s

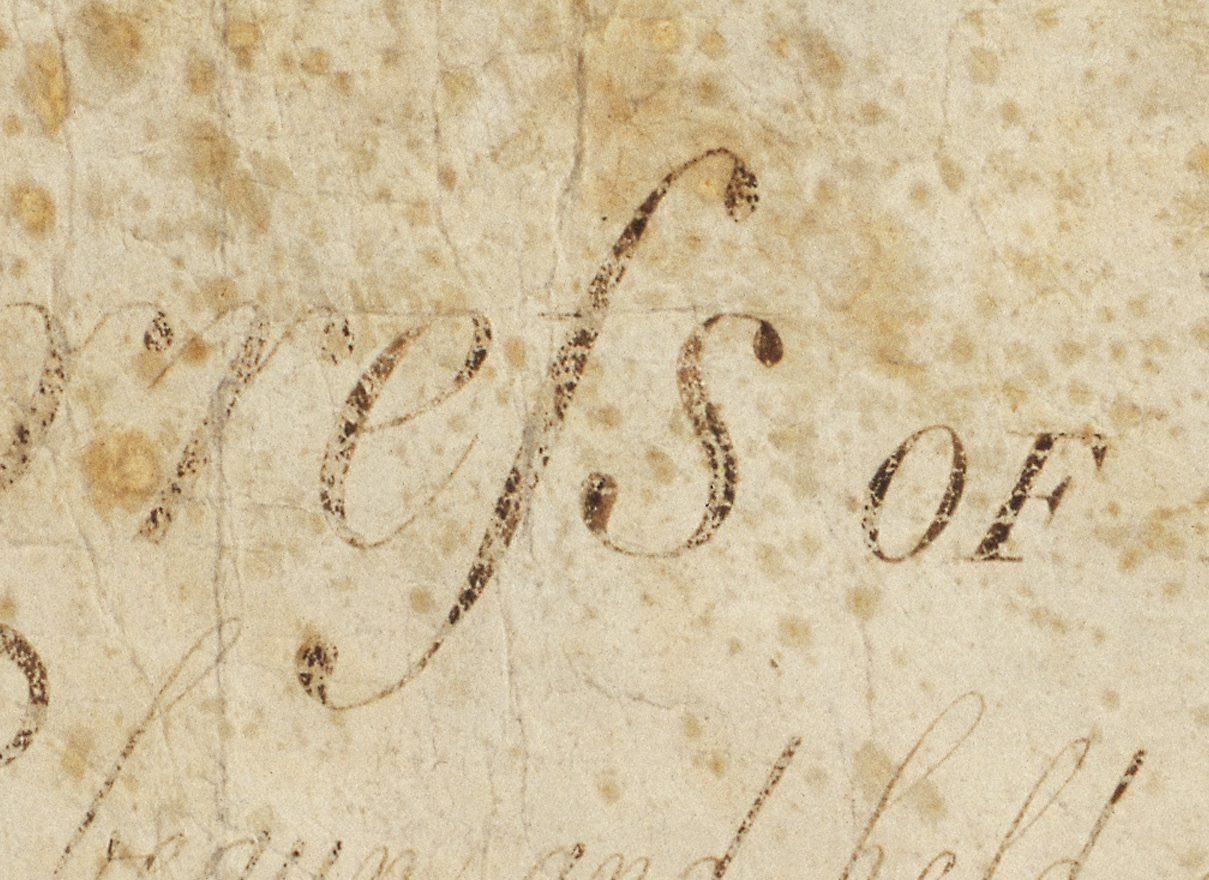
미국 권리장전의 단어 Congress(Congreſs)에서 사용된 ſ의 이탤릭체 모습.

긴 S (ſ)는 끝글자가 아닌 글자의 S를 대신하여 과거에 쓰였던 문자이다. 그러나 1790년대 이후 ſ의 사용 빈도가 하락하고 S의 사용 빈도가 상승했다. 1790년 이전에는 ſ가 S보다 자주 쓰였지만 1800년 이후로 S가 ſ보다 자주 쓰이게 되고 1820년대 이후로는 ſ가 거의 쓰이지 않게 되었다.

## 쓰임
- ſ는 국제음성기호에서 무성 후치경 마찰음을 나타낸다.

## 같이 보기
- ß
- S
- Ʃʃ